# Glenea doriai
Glenea doriai là một loài bọ cánh cứng trong họ Cerambycidae.